# Special Delivery (film 2022)
Special Delivery (특송?, 送?, TeuksongLR) è un film d'azione sudcoreano del 2022 scritto e diretto da Park Dae-min.

## Trama
Anna Jang è una profuga nordcoreana diventata un'addetta alle consegne speciali alle dipendenze di Jackson Baek. La ragazza parte da Busan per andare a prendere a Seul un ex giocatore di baseball, Duke Kim, coinvolto nel gioco d'azzardo illegale. Al punto di raccolta, Anna incontra il figlio di Duke, Kevin, e lei e il bambino vengono inseguiti da Jesus Jo, un capitano della polizia corrotto e la mente dietro il gioco d'azzardo, che vuole recuperare la chiave di sicurezza di un conto corrente su cui sono stati versati 40 miliardi di won, in possesso di Kevin. Duke viene ucciso durante l'inseguimento, e Jesus accusa Anna sia della sua morte che del rapimento di Kevin, e con questa scusa inizia a inseguirli disperatamente per prendere la chiave. 
Inizialmente, Anna vorrebbe abbandonare Kevin per non essere coinvolta, ma la testardagine del bambino nel volerla seguire e il fatto che anche lei perse la sua famiglia da bambina la portano a rischiare la vita per portare Kevin al sicuro.

## Personaggi e interpreti
- Anna Jang (in originale: Jang Eun-ha), interpretata da Park So-dam
- Jesus Jo (in originale: Jo Kyeong-pil), interpretato da Song Sae-byeok
- Jackson Baek (in originale: Baek Kang-cheol), interpretato da Kim Eui-sung
- Kevin Kim (in originale: Kim Seo-won), interpretato da Jung Hyeon-jun
- Duke Kim (in originale: Kim Doo-shik), interpretato da Yeon Woo-jin
- Jane Mi-jang (in originale: Han Mi-young), interpretata da Yeom Hye-ran
- Asif, interpretato da Han Hyun-min
- Moses (in originale: Sang-hun), interpretato da Heo Dong-won
- Willy Ki-bang (in originale: Lim Ki-bang), interpretato da Choi Deok-moon
- Sung, interpretato da Yoon Dae-yul

## Produzione
La produzione del film è iniziata il 29 maggio 2019 con la conferma del cast formato da Park So-dam, Song Sae-byeok, Kim Eui-sung e Jung Hyeon-jun e Park Dae-min alla regia. Yeon Woo-jin, Yeom Hye-ran e Han Hyun-min si sono successivamente aggiunti in ruoli di supporto.
La colonna sonora è stata pubblicata il 5 gennaio 2022 ed è composta da Hwang Sang-jun alla sua terza collaborazione con il regista Park dopo Geurimja sar-in (2009) e Bongyi Kim Seondal (2016).

## Distribuzione
L'uscita era inizialmente fissata per il 5 gennaio 2022, ma è stata successivamente spostata al 12. Special Delivery è stato invitato al 51º International Film Festival Rotterdam nella sezione Harbour ed è stato in competizione al Far East Film Festival. Il 13 e il 14 gennaio è uscito a Hong Kong, Singapore e in Mongolia, mentre il 19 e il 28 gennaio rispettivamente in Indonesia e a Taiwan. Il 14 luglio 2022 è stato proiettato al Fantasia International Film Festival, che ha segnato il suo debutto nordamericano.
Special Delivery ha gareggiato nella sezione thriller al Festival internazionale del cinema fantastico di Bruxelles ed è stato proiettato per la prima volta in Belgio il 6 settembre 2022.
In lingua italiana è arrivato in home video il 9 febbraio 2023 su etichetta Blue Swan/Eagle Pictures, ed è stato trasmesso in prima visione su Rai 4 l'8 aprile 2024 nel ciclo Orient Express.